# Sancerre
Sancerre je naselje in občina v osrednjem francoskem departmaju Cher regije Center. Leta 2006 je naselje imelo 1.789 prebivalcev.

## Geografija
Kraj leži v pokrajini Berry 43 km severovzhodno od Bourgesa. Nahaja se na pobočju osamelca nedaleč stran od reke Loare in njenega levega pritoka Vauvise.  

## Uprava
Sancerre je sedež istoimenskega kantona, v katerega so poleg njegove vključene še občine Bannay, Bué, Couargues, Crézancy-en-Sancerre, Feux, Gardefort, Jalognes, Menetou-Râtel, Ménétréol-sous-Sancerre, Saint-Bouize, Saint-Satur, Sens-Beaujeu, Sury-en-Vaux, Thauvenay, Veaugues, Verdigny in Vinon z 9.953 prebivalci.
Kanton Sancerre je sestavni del okrožja Bourges.

## Zanimivosti
- Ozemlje njegove in sosednjih občin je izrazito vinogradniško območje. Po kraju je imenovano vino s kotroliranim poreklom, narejeno iz grozdja belega sauvignona in modrega pinota. Na ozemlju občine se prideluje tudi sir iz kozjega mleka, imenovan Crottin de Chavignol.
- Tour des Fiefs, ostanek nekdanjega fevdalnega gradu,
- zvonik sv. Janeza iz 16. stoletja,
- notredamska cerkev iz 17. do 19. stoletja,

## Pobratena mesta
- Eccleshall (Anglija, Združeno kraljestvo);